# 粘细锚参
粘细锚参（学名：Leptosynapta inhaerens）为锚参科细锚参属的动物。分布于欧洲各国沿岸、美洲大西洋和太平洋沿岸、日本、朝鲜以及中国大陆的山东半岛等地，常栖息于埋伏于低潮区砾石沙下。该物种的模式产地在瑞典。